# Pararaeolaimus nudus
Pararaeolaimus nudus is een rondwormensoort uit de familie van de Diplopeltidae. De wetenschappelijke naam van de soort is voor het eerst geldig gepubliceerd in 1951 door Gerlach.